# Actante

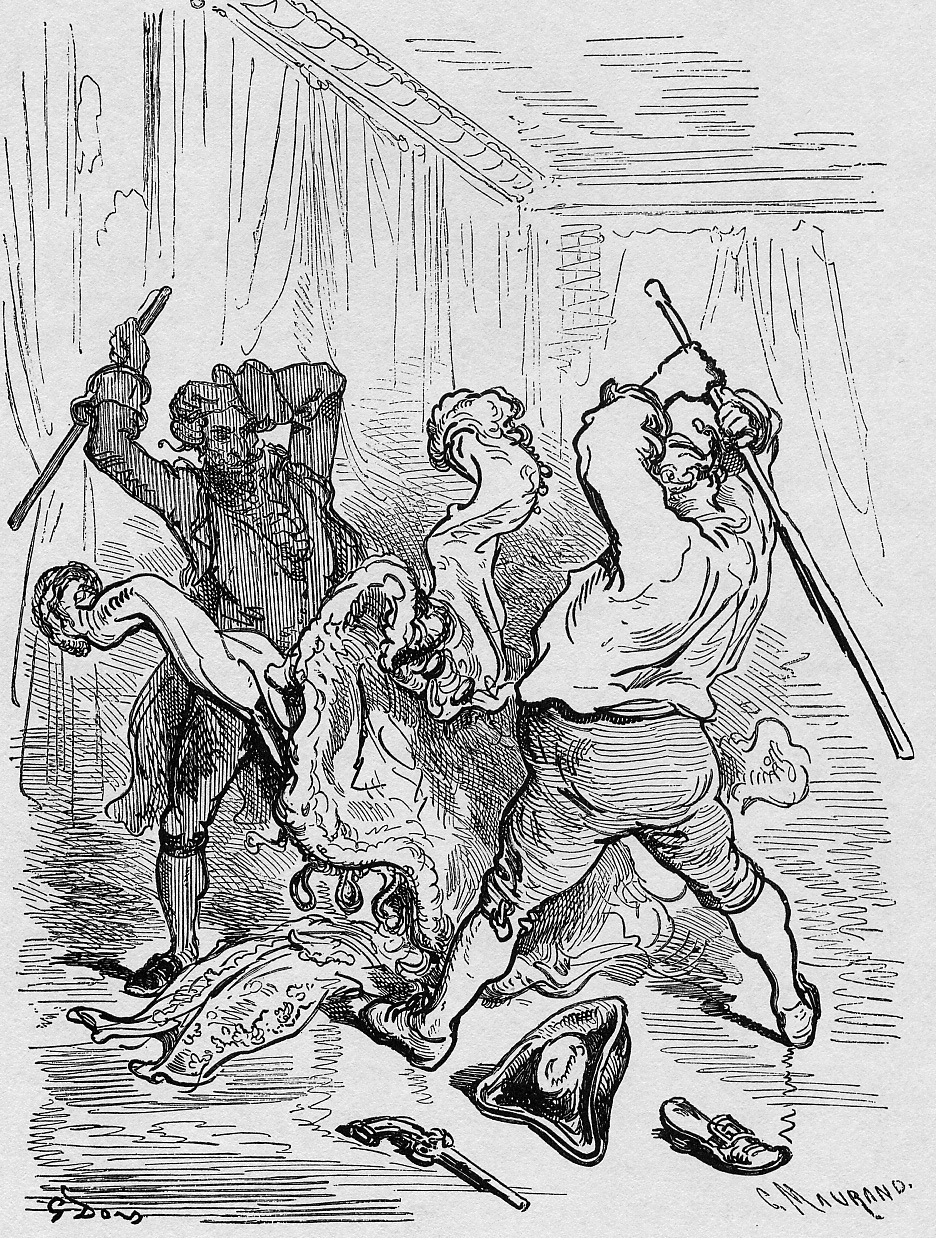
Barón von Munchhausen (1862)

Actante é um termo frequentemente utilizado na Semiótica e que se desenvolve no Círculo Linguístico de Praga. Originalmente foi utilizado pelo linguista francês Lucien Tesnière (1893-1954) para denotar as principais funções sintáticas (sujeito, objeto direto e objeto indireto) que dependem do verbo na sintaxe. Posteriormente o linguista lituano Algirdas Julien Greimas (1917-1992) o utilizará para determinar os participantes ativos (pessoas, animais ou coisas) em qualquer forma narrativa, seja um texto, uma imagem, um som (Greimas, A. J. y Courtes, J., 1990). Actante. In: Semiótica. Diccionario Razonado de la Teoria del Lenguaje. Madrid: Gredos, pg.23-24).
| “ | o actante é quem realiza ou o que realiza o ato. (Greimas, 1990) | ” |

David Herman et alii (2007), na Enciclopédia da Teoria Narrativa, no verbete situações dramáticas, afirmam que as fontes utilizadas por Greimas para definir o conceito de actante foram, em primeiro lugar, os trabalhos de Vladimir Propp sobre os contos tradicionais russos de 1928 (Forense, 2006). Propp utilizara o termo funções e a análise das situações  dramáticas no teatro propostas por E. Souriou em 1950 (Ática, 1993).

## Actante, Ator e Personagem na Semiótica
Para a Semiótica, todo texto (visual, sonoro, escrito) é dotado de uma estrutura interna, organizada como uma narrativa. A narrativa não é apenas uma descrição de fatos em uma sequência, mas uma mudança de estado sofrida ou executada por sujeitos ou, em termos semióticos, actantes, aqueles que executam ou sofrem a ação, que estão inscritos no texto, sujeitos das funções da narrativa. Chamam-se actantes às relações gramaticais e/ou funcionais que existem entre os atores (aqueles que atuam ou recebem a ação) em uma determinada narrativa).
Segundo ainda a Semiótica, "ator" é um conceito mais amplo que o de "personagem", pode ser figurativo (seres divinos ou humanos, animais, objetos) ou noológico (amor, ódio, virtude etc). De acordo com as funções actanciais que exerce, o ator é investido de um papel temático, isto é, tem uma missão a executar. Exemplos: o herói, o defensor dos valores sociais; o vilão, o rebelde; o conselheiro, aquele que sabe; o pescador, quem conhece os segredos do mar, o ajudante, um computador, um vírus etc.

## Esclarecendo o assunto: Greimas e seus influenciadores
Greimas, o grande nome quando se fala em atuantes, construiu seus conceitos a partir do que Vladimir Propp e Étienne Souriau já haviam escrito e estudado a respeito do assunto. A discussão sobre os actantes gira em torno da definição dos personagens/papéis por meio de suas ações. A partir daí podemos enxergar semelhanças entre praticamente todas as narrativas, sejam elas reais ou fictícias. Uma vez definidos por suas ações, o personagem deixa de ser importante, o que importa é sua ação.
Wladimir Propp classificou os personagens do conto popular russo nos seguintes sete atuantes (papéis  ou personagens fixos): o herói; o antagonista (ou agressor); o doador; o auxiliar, a princesa (ou seu pai), o mandante e o falso herói (Morfologia do Conto Maravilhoso [1928]).
E. Souriau foi mais enigmático quando nomeou os seis atuantes (funções dramáticas) no teatro seguindo os elementos da astrologia: Leão - força temática orientada; Sol - representante do bem desejado; Terra - para quem o leão trabalha; Marte - o oponente; Balança - o árbitro que atribui o bem; Lua - o auxílio (in Duzentas Mil Situações Dramáticas [1950]. Estas funções podem ser combinadas na mesma personagem.

### Um modelo mais amplo
A partir destas definições, Greimas chega à conclusão de que há um número restrito de atuantes ou actantes. Toda narrativa terá, independentemente de quais sejam seus personagens, o mesmo grupo de actantes. Ele acredita que nos dois modelos (de Propp e Sourriau) é possível visualizar a relação entre “sujeito” (aquele que pratica a ação) e “objeto” (aquele que sofre a ação), relação que é norteada pelo “desejo” e pela “procura”. Além de sujeito versus objeto, Greimas também observou a relação do destinador (aquele que anuncia, proporciona a ação) versus o destinatário (aquele a quem a ação será dirigida) e a do adjuvante (o que facilita a ação) versus o oponente (o que a dificulta). Este modelo é considerado mais abrangente, uma vez que pode ser aplicado em qualquer narrativa e não apenas ao conto popular russo ou ao teatro.
Para um melhor entendimento, é preciso tratar de alguns exemplos:

#### Actantes no Conto Literário
```
“CONTO NATAL NA BARCA”
 
de Lygia Fagundes Telles
```

 Neste conto, publicado em "Antes do Baile Verde", podemos definir as personagens da seguinte forma:
DESTINADOR: Narradora
OBJETO: Fé e Esperança
DESTINATÁRIO: Narradora
ADJUVANTE: Mulher
SUJEITO: Narradora
OPONENTE: Criança e bêbado
Na literatura, a aplicação da análise estrutural desenvolvida por Greimas e Propp trouxe contribuições significativas para esta linha de pesquisa, visto que eles buscaram verificar elementos comuns entre as narrativas e a partir disso formular suas teorias. Ao adotar a teoria de análise proposta por Greimas, verificou-se que a estrutura proposta por ele no que diz respeito aos actantes da narrativa aplicou-se perfeitamente no conto selecionado.
De fato, acredita-se que a pesquisa sobre análise estrutural das narrativas provoca mudanças significativas na forma como as pessoas compreendem a formação destes textos. Uma vez que ao estudá-la tem-se o conhecimento não só do superficial, mas uma visão mais ampla de sua estrutura, entendendo, pois, o porquê de cada personagem desempenhar um papel e não outro dentro do enredo.

#### Actantes no Cinema
```
As Crônicas de Nárnia - O Leão, a Feiticeira e o Guarda-roupa
```

No filme “As Crônicas de Nárnia – O Leão, a Feiticeira e o Guarda-roupa” podemos definir os personagens da seguinte forma:
Sujeito- Os quatro irmãos: Lúcia, Susana, Pedro e Edmundo.
Objeto- A paz em Nárnia (ligada ao fim do inverno)
Destinador- Aslan, o leão.
Destinatário: Nárnia
Adjuvante: esquilos, fauno, árvores
Oponente: A Feiticeira Branca.
```
Quem quer ser um milionário
```

Em “Quem quer ser um milionário” (Slumdog millionaire) a localização dos atuantes não é tão simples. Podemos identificar facilmente Jamal como Sujeito e o prêmio em dinheiro como o Objeto. No entanto, não se pode esquecer que a história de amor entre Jamal e Latika chega a ser mais importante que o programa “Who wants to be a millionaire”, do qual Jamal participa apenas pela chance de que Latika o veja.
Em uma história banal de amor, Greimas diz que o homem cumpre o papel de Sujeito + Destinatário (o que pratica a ação e quem se beneficiará através dela) e a mulher cumpre o de Objeto + Destinador (o que sofre a ação e ao mesmo tempo a motivação para que o sujeito busque o objeto). Ao aplicarmos isto na história de Jamal e Latika, porém, temos que nos lembrar que o grande destinador sugerido pelo filme inteiro é o próprio destino, ela é quem dá condições para que tudo aconteça. Sendo assim ficaremos com a seguinte classificação.
Sujeito/Destinatário- Jamal
Objeto - Latika
Destinador- O próprio destino (“estava escrito”)
E incluindo agora os outros atuantes:

Adjuvante- a versão indiana do programa “Who wants to be a millionaire”, por meio do qual ao final os dois se encontram.
Oponente- Salim, que, exceto no final da história, impede o romance dos dois.

## Quadro de Agentes da Narrativa segundoPropp,Étienne Souriau, Greimas
| Propp                  | Souriau                                 | Greimas      |
| ---------------------- | --------------------------------------- | ------------ |
| Herói                  | Força temática orientada                | Sujeito      |
| Ser amado ou desejado  | Representante do bem desejado           | Objeto       |
| Doador ou provedor     | Árbitro atribuidor do bem               | Destinador   |
| atribuidor             | Conquistador virtual do bem             | Destinatário |
| Ajudante               | Auxílio, reduplicação de uma das forças | Ajudante     |
| Vilão ou agressor      | Oponente                                | Oponente     |
| Traidor ou falso herói | ***                                     | Oponente     |

1. 1 2 3  GREIMAS, A. J. Semântica estrutural: pesquisa de método. São Paulo: Cultrix, 1973, p.225-250
2. ↑  Pogozelski, Rita de Cássia de Oliveira. Ressignificação do sujeito : um olhar autopoiético disparado pelas narrativas. Santa Cruz do Sul, setembro de 2010.

## Outros livros
- Algirdas Julien Greimas, Semantica Estrutural. Gredos: Madri, 1987 (1966).
- ---. 1973. "Actants, Actors, and Figures." On Meaning: Selected Writings in Semiotic Theory. Trans. Paul J. Perron and Frank H, Collins. Theory and History of Literature, 38. Minneapolis: U of Minnesota P, 1987. 106-120.
- Étienne Souriau, Duzentas Mil Situações Dramáticas. São Paulo: Ática, 1993 (Francês, 1950).
- Georges Polti, Les XXXVI situations dramatiques. Éditions d’aujourd’hui, 1980 (1895).
- Julia Kristeva, O Texto do Romance, Horizonte Universitário: São Paulo, 1984 (1967).
- Lucien Tesnière, Elementos de Sintaxe Estrutural. Gredos, Madri, 1994 (1959).
- Vladimir Propp, Morfologia do Conto Maravilhoso. São Paulo: Forense, 2006 (Rússia, 1928).